# Erik Brattgård
Erik Gunnar Brattgård, född 26 december 1955 i Annedals församling, Göteborg, är en svensk jurist.
Erik Brattgård blev assessor i Svea hovrätt 1991 och var därefter rättssakkunnig vid Justitiedepartementet. Han var departementsråd och biträdande chef för rättssekretariatet för EU-frågor vid Utrikesdepartementet 1995–1998. Han utsågs 1998 till rådman och 2010 till chefsrådman i Uppsala tingsrätt. Brattgård var hovrättspresident i Hovrätten för Nedre Norrland 2016–2021.